# Enterotoxina resistente al calor
La enterotoxina resistente al calor es un tipo de toxina producida por las cepas enterotoxigenicas de la bacteria intestinal Escherichia coli, así como por la Yersinia enterocolitica y que es tóxica para animales incluyendo los humanos. A diferencia de la enterotoxina termolábil, esta es una proteína que permanece activa y mantiene su estructura tridimensional a altas temperaturas aún a 100 °C.  

## Mecanismo de acción
La actividad de la toxina eleva los niveles intracelulares de GMPc, lo que conlleva a la activación de la enzima guanilato ciclasa. Los niveles elevados de GMPc inhiben la reabsorción de cloruro de sodio y agua a nivel del enterocito desde la luz intestinal, causando una diarrea muy líquida y copiosa.